# El Moral, Michoacán de Ocampo
El Moral är en ort i Mexiko.   Den ligger i kommunen Maravatío och delstaten Michoacán de Ocampo, i den södra delen av landet, 150 km väster om huvudstaden Mexico City. El Moral ligger 2 049 meter över havet och antalet invånare är 288.
Terrängen runt El Moral är kuperad västerut, men österut är den platt. Runt El Moral är det ganska tätbefolkat, med 104 invånare per kvadratkilometer. Närmaste större samhälle är Maravatío, 9,0 km sydost om El Moral. I omgivningarna runt El Moral växer huvudsakligen savannskog.